# Сан Ђорђо I
Сан Ђорђо I је насеље у Италији у округу Сиракуза, региону Сицилија.
Према процени из 2011. у насељу је живело 27 становника. Насеље се налази на надморској висини од 46 м.